# Spálené Poříčí
Pour les articles homonymes, voir Poříčí.
Spálené Poříčí (en allemand : Brennporitschen) est une ville du district de Plzeň-Sud, dans la région de Plzeň, en République tchèque. Sa population s'élevait à 2 868 habitants en 2022.

## Géographie
Spálené Poříčí se trouve à 6 km au sud-ouest du centre de Blovice, à 22 km au sud-est de Plzeň et à 70 km au sud-ouest de Prague.

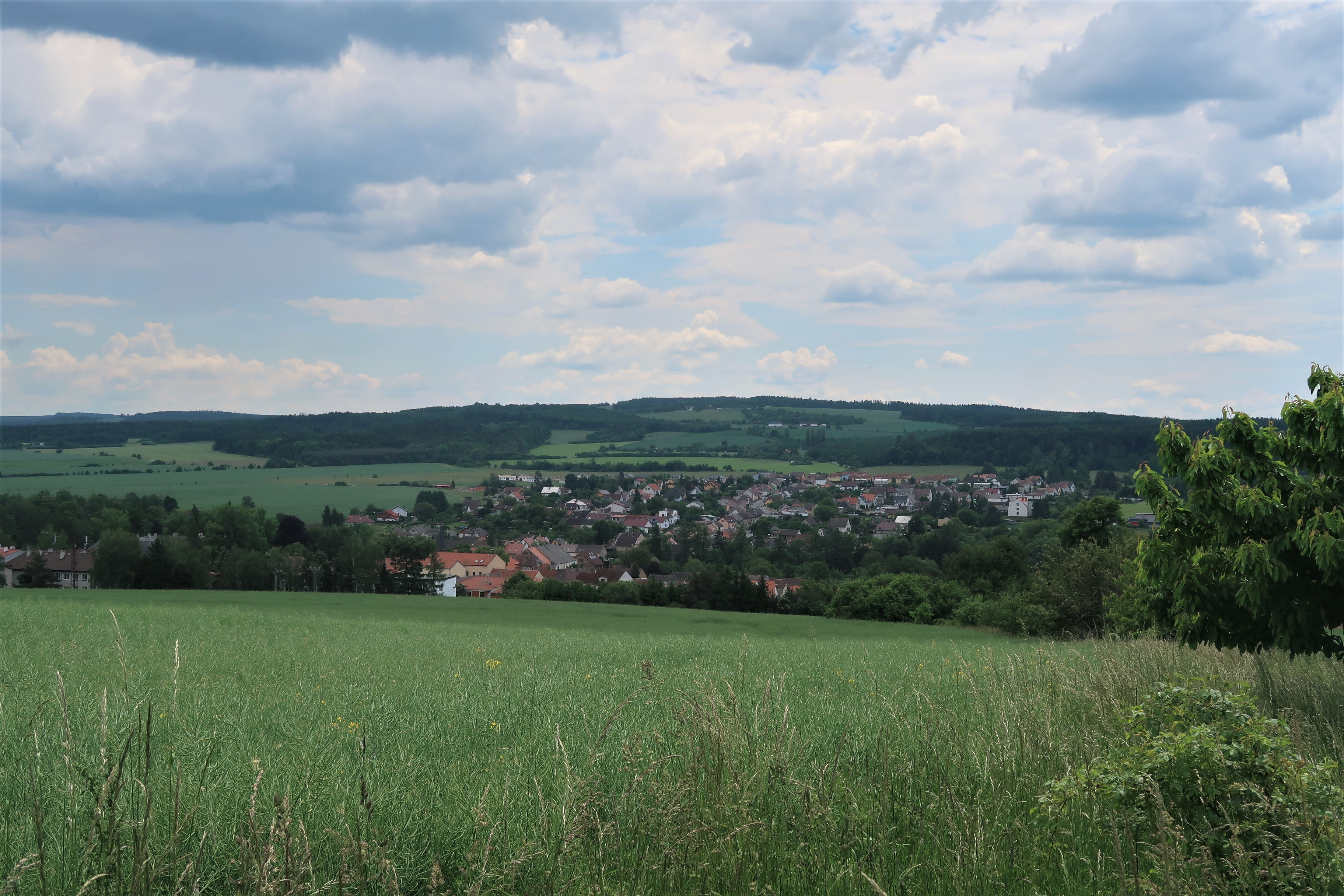
Spálené Poříčí : vue générale.

La commune est limitée par Kornatice, Mešno, Příkosice, Vísky et Trokavec au nord, par Skořice au nord-est, par Míšov et Borovno à l'est, par Nové Mitrovice au sud-est, par Louňová au sud, par Blovice au sud et à l'ouest, et par Žákava à l'ouest.

## Histoire
La première mention écrite de la localité date de 1239. À la suite de la suppression de la zone militaire de Brdy, en 2014, le territoire de la commune de Spálené Poříčí s'est agrandi de 332 ha correspondant à une nouvelle section cadastrale, Číčov v Brdech.

## Administration
La commune se compose de onze sections :
- Spálené Poříčí
- Číčov
- Hořehledy
- Hořice
- Karlov
- Lipnice
- Lučiště
- Struhaře
- Těnovice
- Vlkov
- Záluží

## Galerie

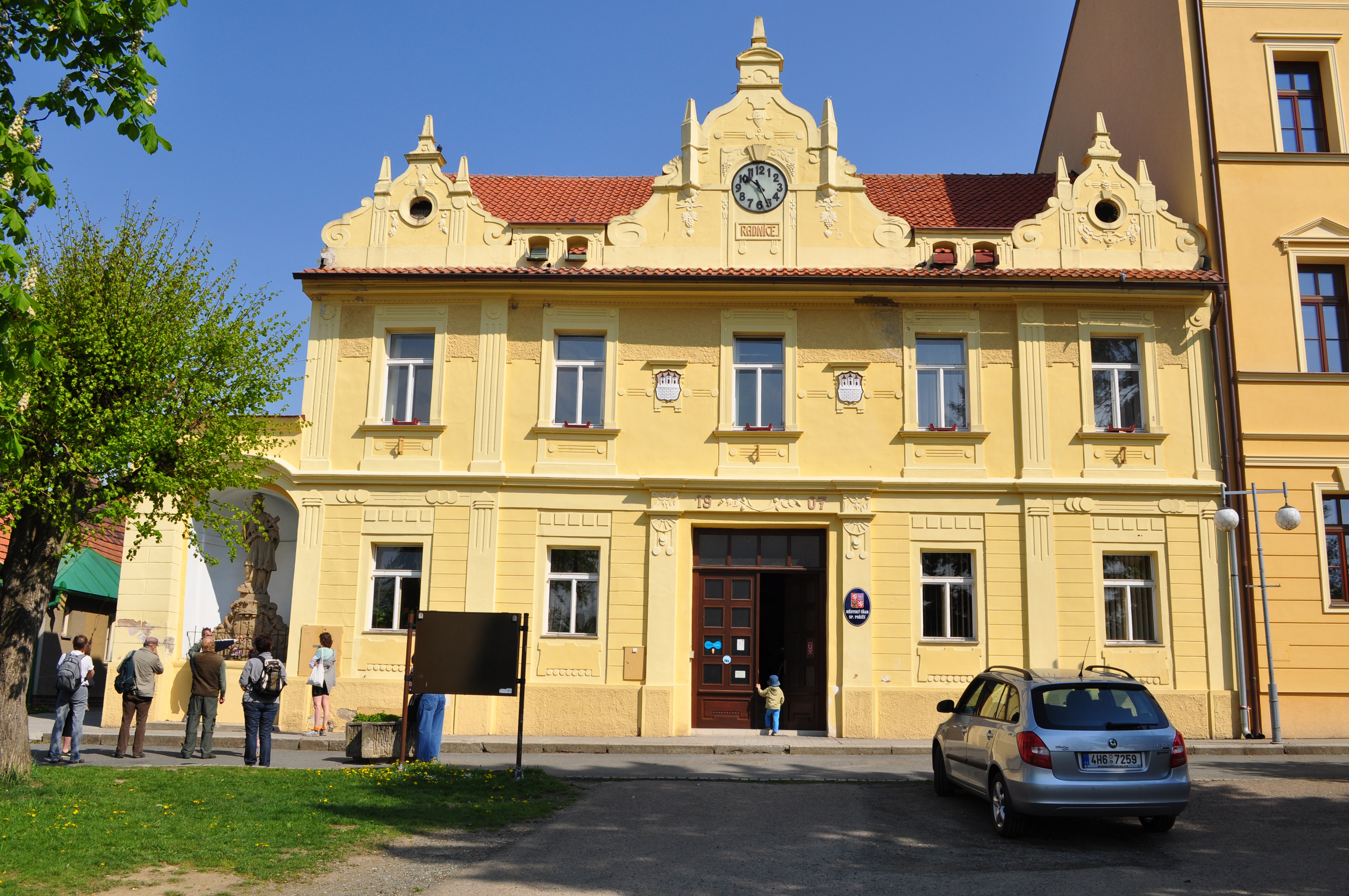
Spálené Poříčí : hôtel de ville.
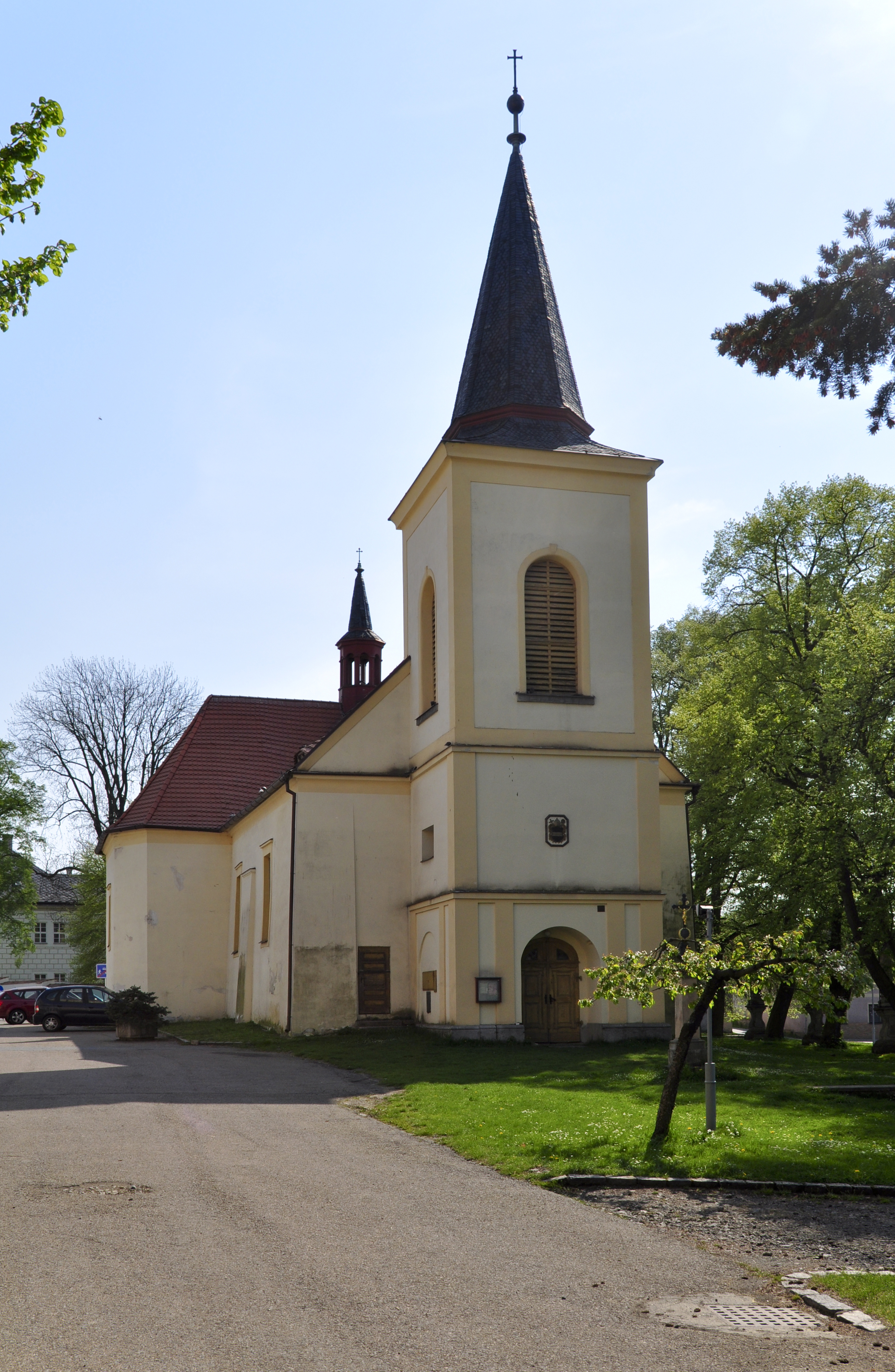
Église Saint-Nicolas.

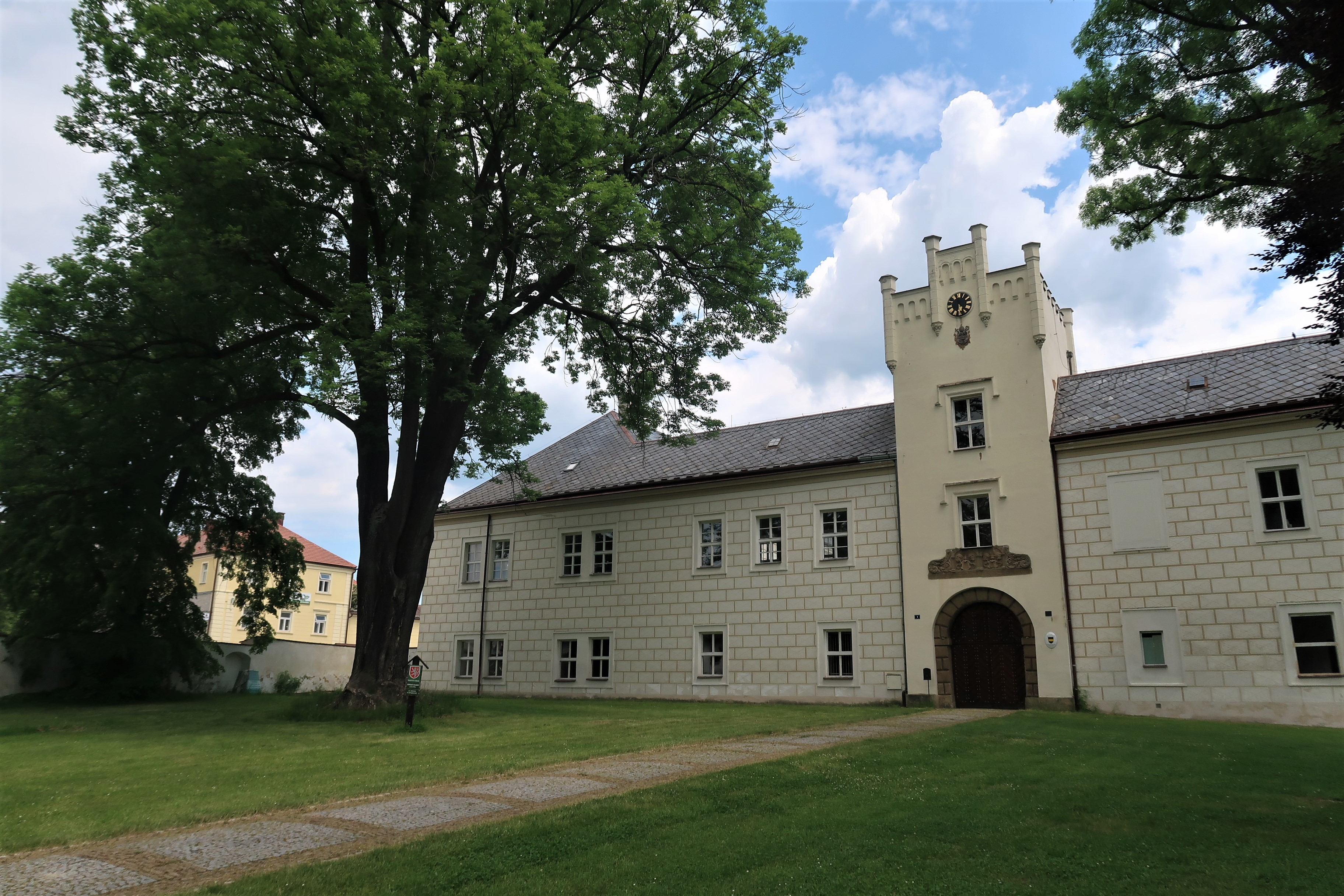
Château de Spálené Poříčí.
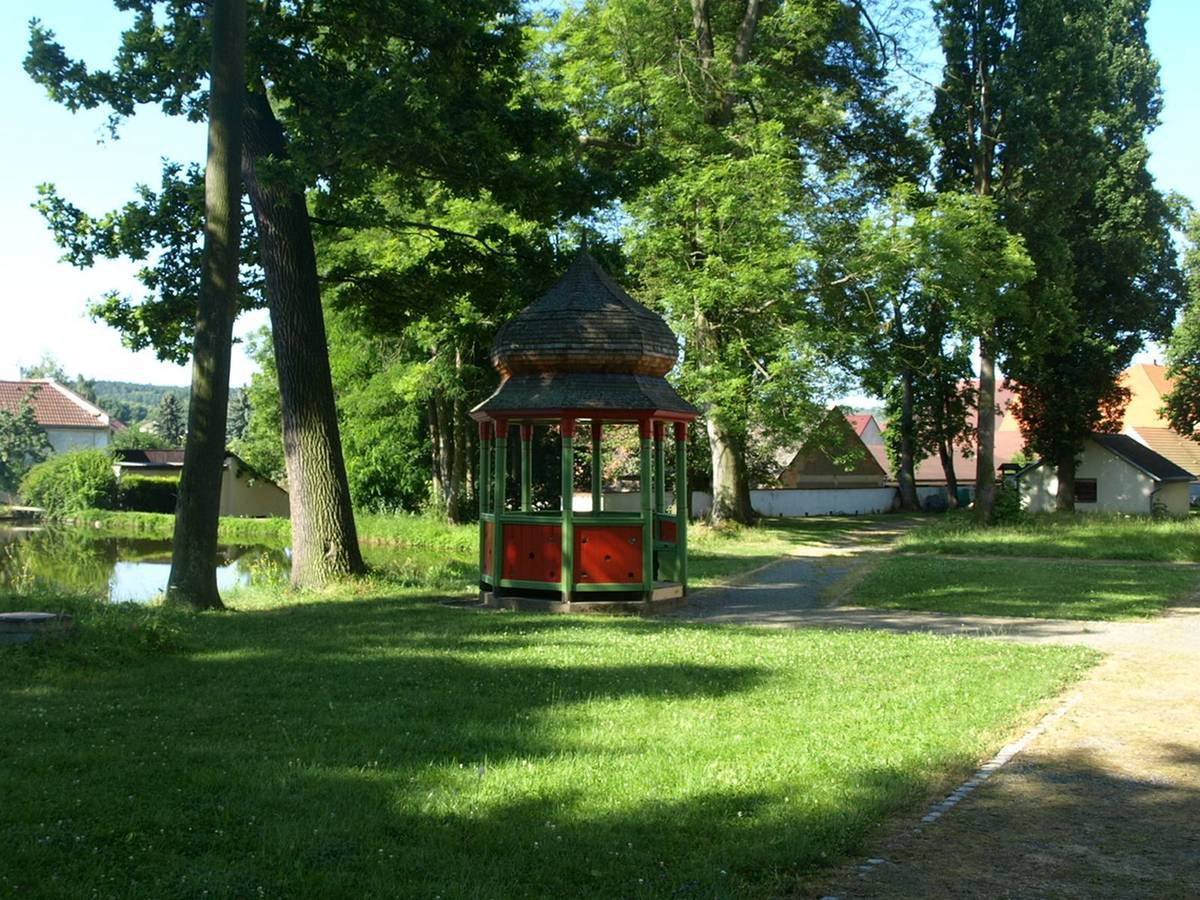
Parc du château.

## Transports
Par la route, Spálené Poříčí se trouve à 17 km de Rokycany, à 26 km de Plzeň et à 96 km de Prague.